# Titularbistum Eluza
Das Bistum Eluza (italienisch diocesi di Eluza, lateinisch Dioecesis Eluzana) ist ein Titularbistum der römisch-katholischen Kirche.
Es geht zurück auf einen untergegangenen Bischofssitz in der gleichnamigen antiken Stadt, die in der Spätantike politisch der römischen Provinz Phrygia Pacatiana (heute westliche Türkei) zugehörig war. Der Bischofssitz war der Kirchenprovinz Laodicea zugeordnet.
| Titularbischöfe von Eluza |                            |                                                                          |                |                   |
| Nr.                       | Name                       | Amt                                                                      | von            | bis               |
| 1                         | Raimundo de Castro e Silva | Weihbischof in Teresina (Brasilien)                                      | 17. Juni 1950  | 17. November 1954 |
| 2                         | Lawrence Frederik Schott   | Weihbischof in Harrisburg (USA)                                          | 1. März 1956   | 11. März 1963     |
| 3                         | Nivaldo Monte              | Weihbischof in Aracajú Apostolischer Administrator von Natal (Brasilien) | 25. April 1963 | 6. September 1967 |